# Desperados (Bier)

Desperados-Logo

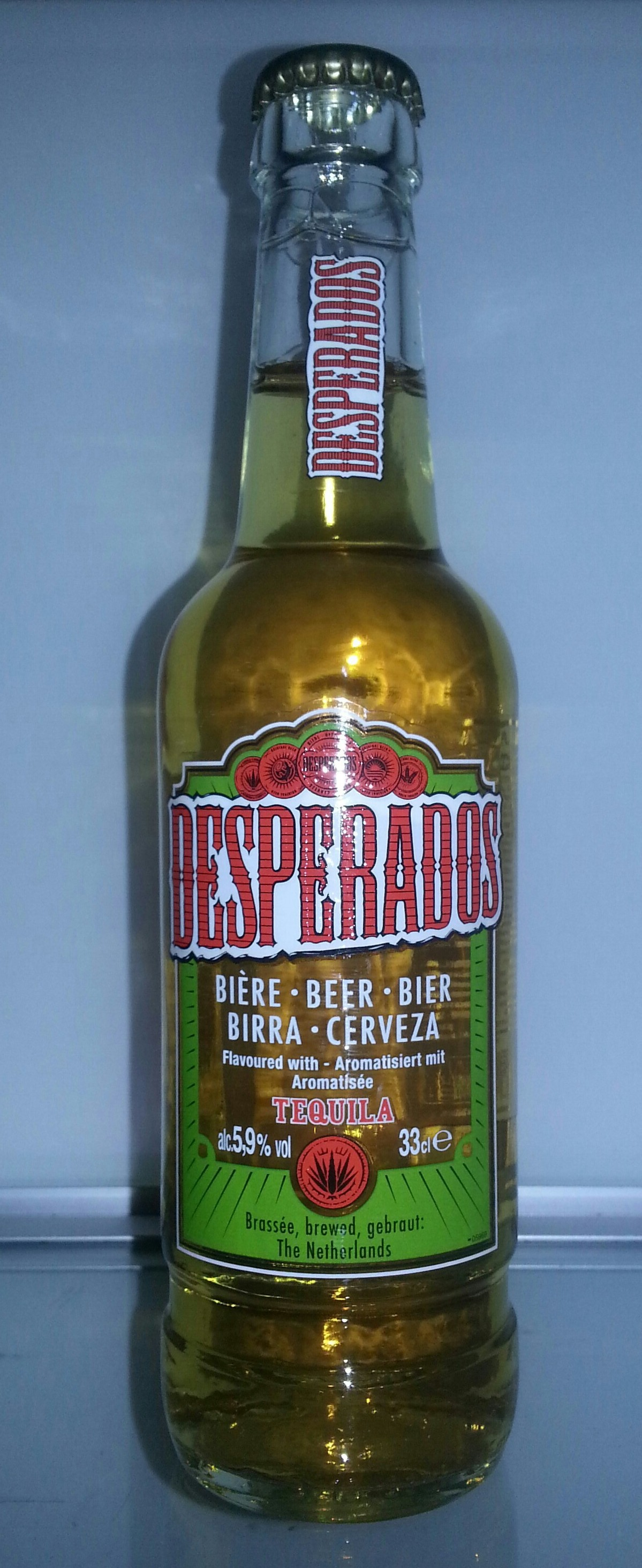
Eine Flasche Desperados

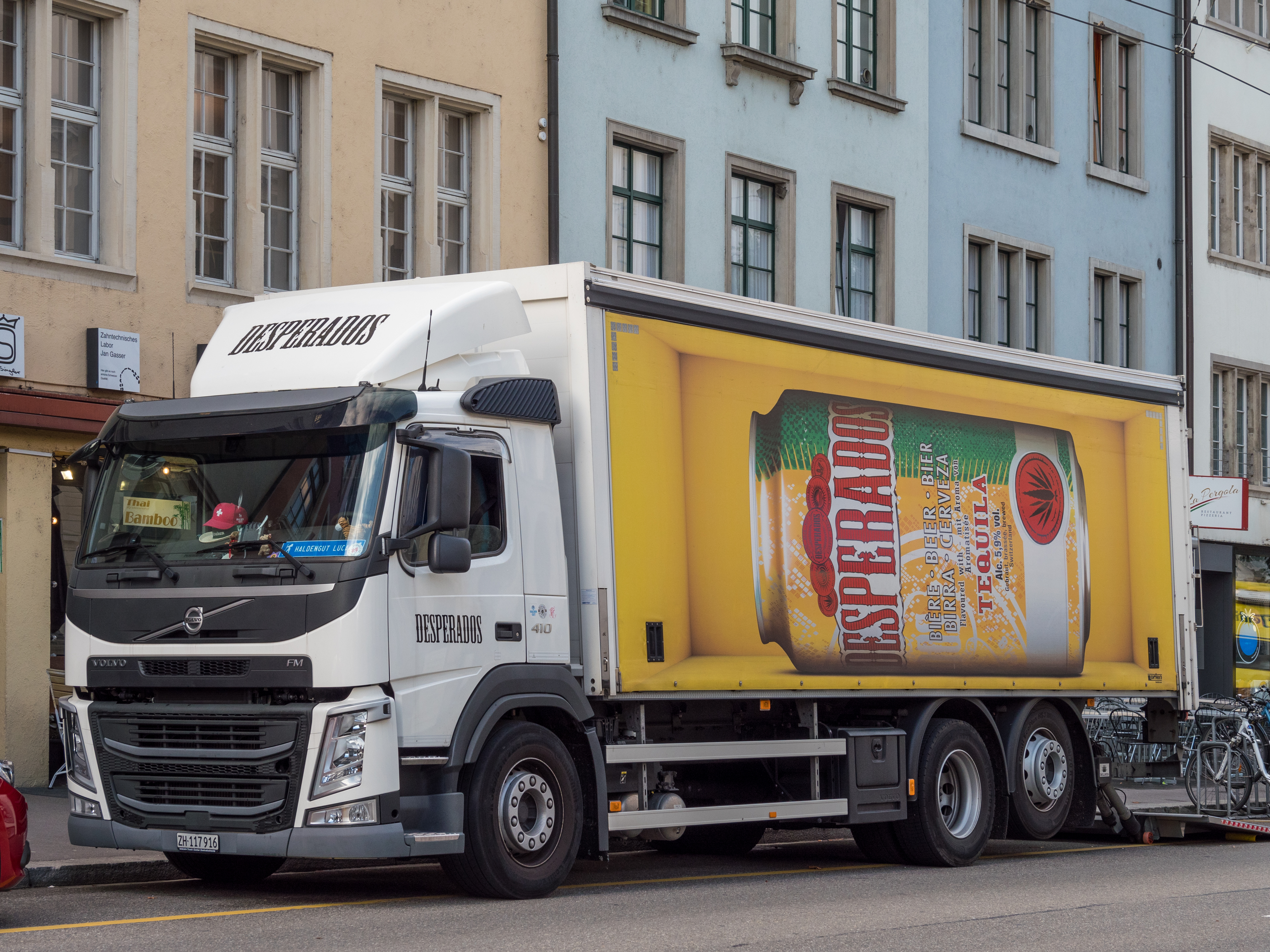
Desperados-Nachschub in Winterthur

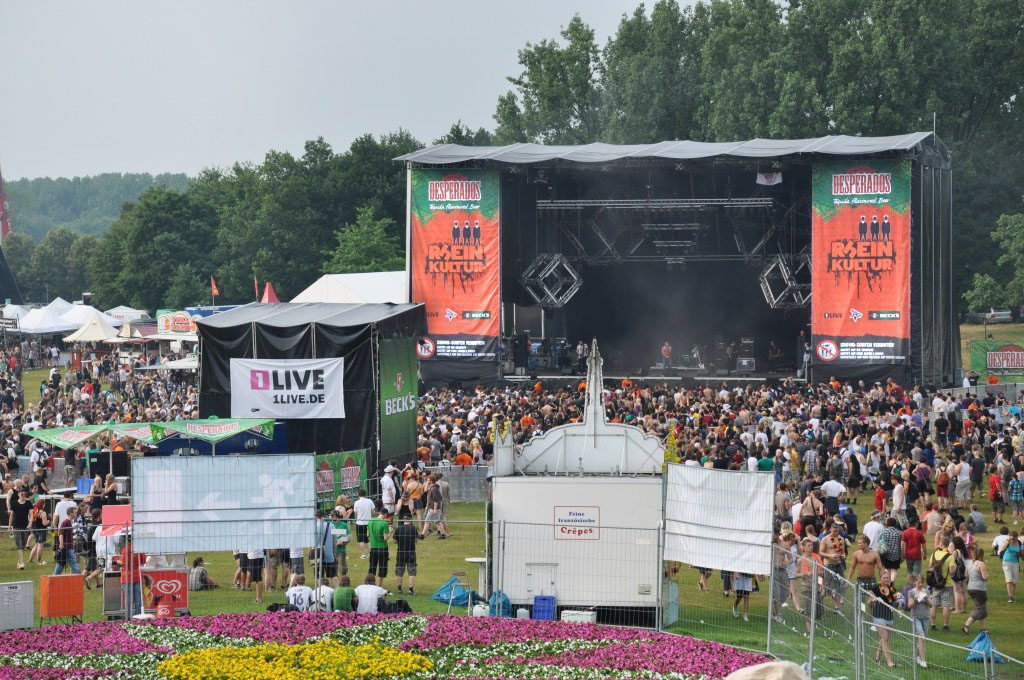
Sponsoring bei Rheinkultur

Desperados ist ein international erhältliches Bier mit Tequilageschmack, das als das erste seiner Sorte 1996 auf den deutschen Markt kam. Seinen typischen Geschmack erhält das Lagerbier durch die Zugabe von Tequila-Aromen. Desperados enthält 5,9 % vol. Alkohol und wird typischerweise mit einer Limettenspalte im Flaschenhals serviert und direkt aus der Flasche getrunken. Da kein echter Tequila in dem Getränk enthalten ist, ist die Abgabe in Deutschland und Österreich bereits an Jugendliche ab 16 Jahren erlaubt.

## Produkt- und Firmenlogo
Das ursprüngliche Design des Logos greift die mexikanischen Landesfarben auf, der Name Desperado kommt aus der spanischen bzw. englischen Sprache und bedeutet: verzweifelt, verwegen, Bandit – nicht zu verwechseln mit dem spanischen Wort desesperado. Bis zur Neuausrichtung nach der Markteinführung war Desperados somit ein Beispiel des Foreign Brandings. Da das Bier in Frankreich gebraut wurde und nicht in Mexiko, klagten Hersteller und Vertreiber des mexikanischen Bieres Corona auf Unterlassung, da die Gestaltung der Flasche den Verbraucher irrtümlich annehmen ließe, das Bier stamme aus Mexiko. Das Hanseatische Oberlandesgericht urteilte am 23. Dezember 2004, „dass die durch die Gesamtaufmachung von ‚Desperados’ bewirkte Irreführung über die Herkunft des Bieres nicht durch ausreichende entlokalisierende Zusätze vermieden wird“. Insbesondere war der Hinweis auf den Brauort nur in französischer Sprache auf dem vorderen Etikett angebracht. Inzwischen ist der Hinweis dreisprachig.

## Marketing
Das Design der Weißglas-Reliefflasche mit fühlbarem Schriftzug ist auffällig und hat, besonders unter Biermarken, einen hohen Wiedererkennungswert. Seine Zielgruppe definiert Desperados als „von Freiheit und dem Drang nach Individualismus sowie Nonkonformismus als Lebensgefühl geprägte junge Menschen“. Deshalb stehen im Mittelpunkt der Kommunikations-Maßnahmen vor allem Live-Events wie z. B. Party-Promotions, die das Getränk als „wilde“ und „heiße“ Marke erlebbar machen sollen. Bundesweite Engagements in Clubs und Diskotheken mit den Desperados „Rebels Nights“ sowie das Sponsoring namhafter Festivals bilden die Grundlage der Desperados-Markenwerte.

## Produktion und Vertrieb
Gebraut wurde es bis zur Schließung 2009 in der Brasserie Fischer. Heute wird es von Heineken unter anderem in der Brauerei in Schiltigheim und für den deutschen Markt in der Brauerei in ’s-Hertogenbosch gebraut. Die Vertriebsrechte des Importbieres liegen seit Januar 2010 bei Heineken Deutschland. Zuvor wurde das Getränk in Deutschland durch die Karlsberg Brauerei in Homburg vertrieben. Für Österreich wird Desperados in der Brauerei Wieselburg gebraut. In der Schweiz wird es in Chur gebraut. In Polen wird es von der Żywiec-Gruppe unter Lizenz von HBBV produziert. Weltweit ist Desperados in 43 Ländern erhältlich.

## Produkte
Neben dem klassischen Desperados mit Tequila-Geschmack sind Stand November 2022 folgende Sorten auf dem deutschen Markt erhältlich:
- Desperados 0,0 (alkoholfrei)
- Desperados Lime mit Zitrone-Limette-Kaktus-Geschmack (3,0 % vol)
- Desperados Mojito mit Limette-Minz-Geschmack (5,9 % vol)